# 부들
부들(Typha, cattail, sausage tails, bulrush)은 부들과 외떡잎식물 약 30종의 속이다. 꽃가루받이를 할 때 부들부들 떤다고 해서 붙여진 이름이다.

## 갤러리

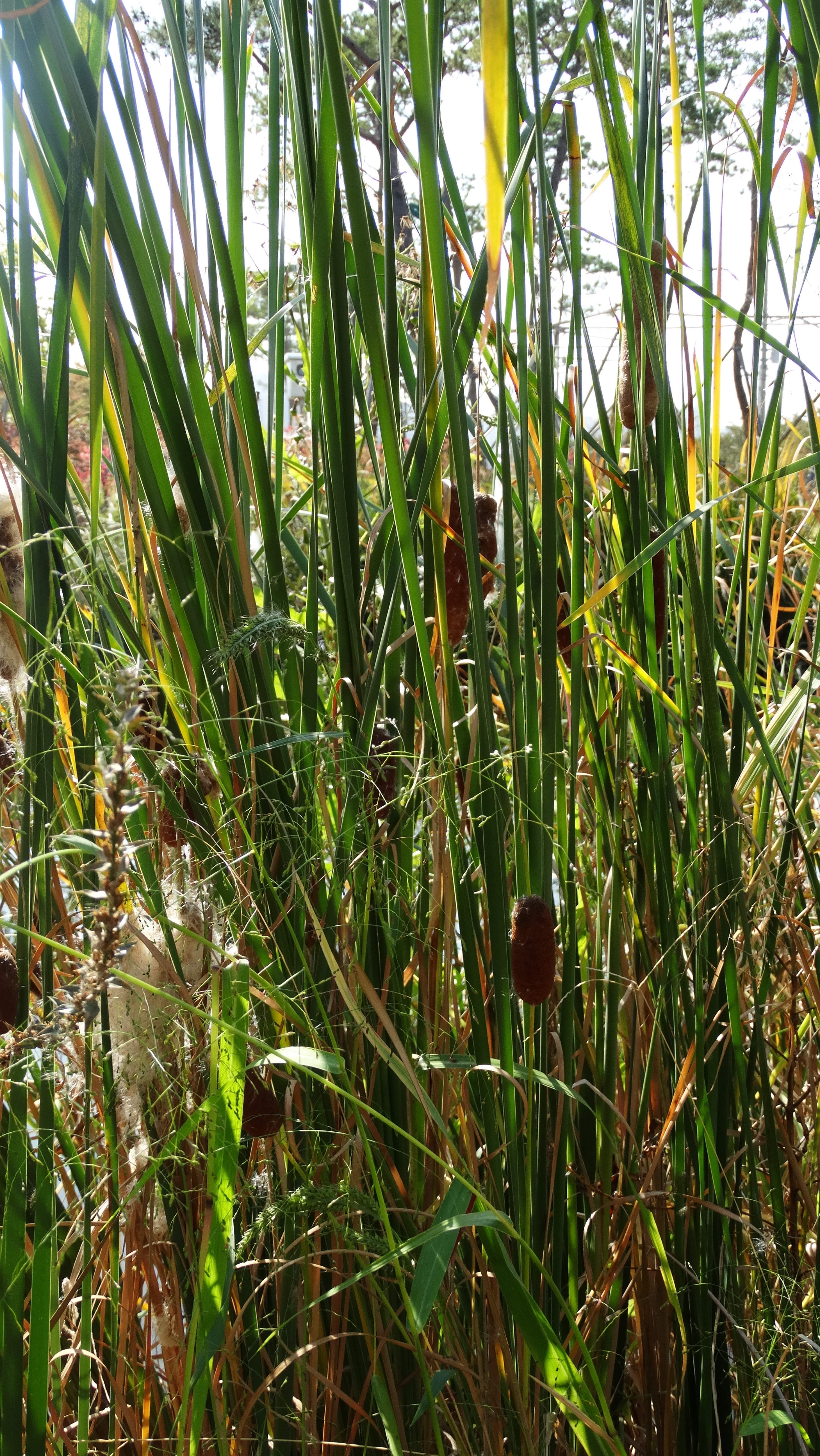
물가에 자라는 부들
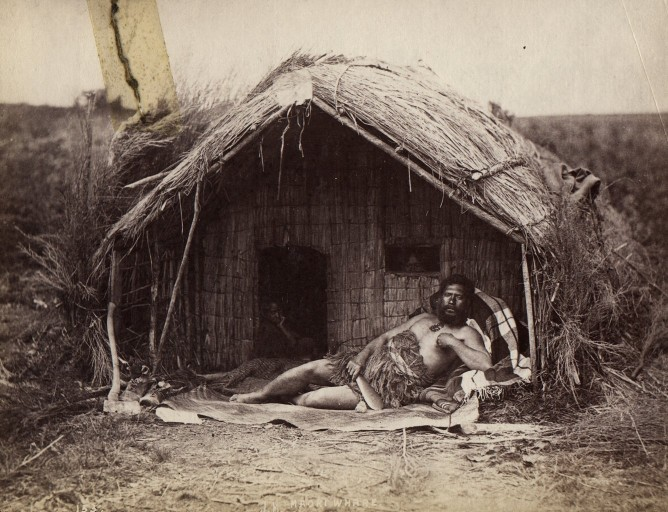
부들로 지은 마오리족 집